# Nationalpark Op Luang

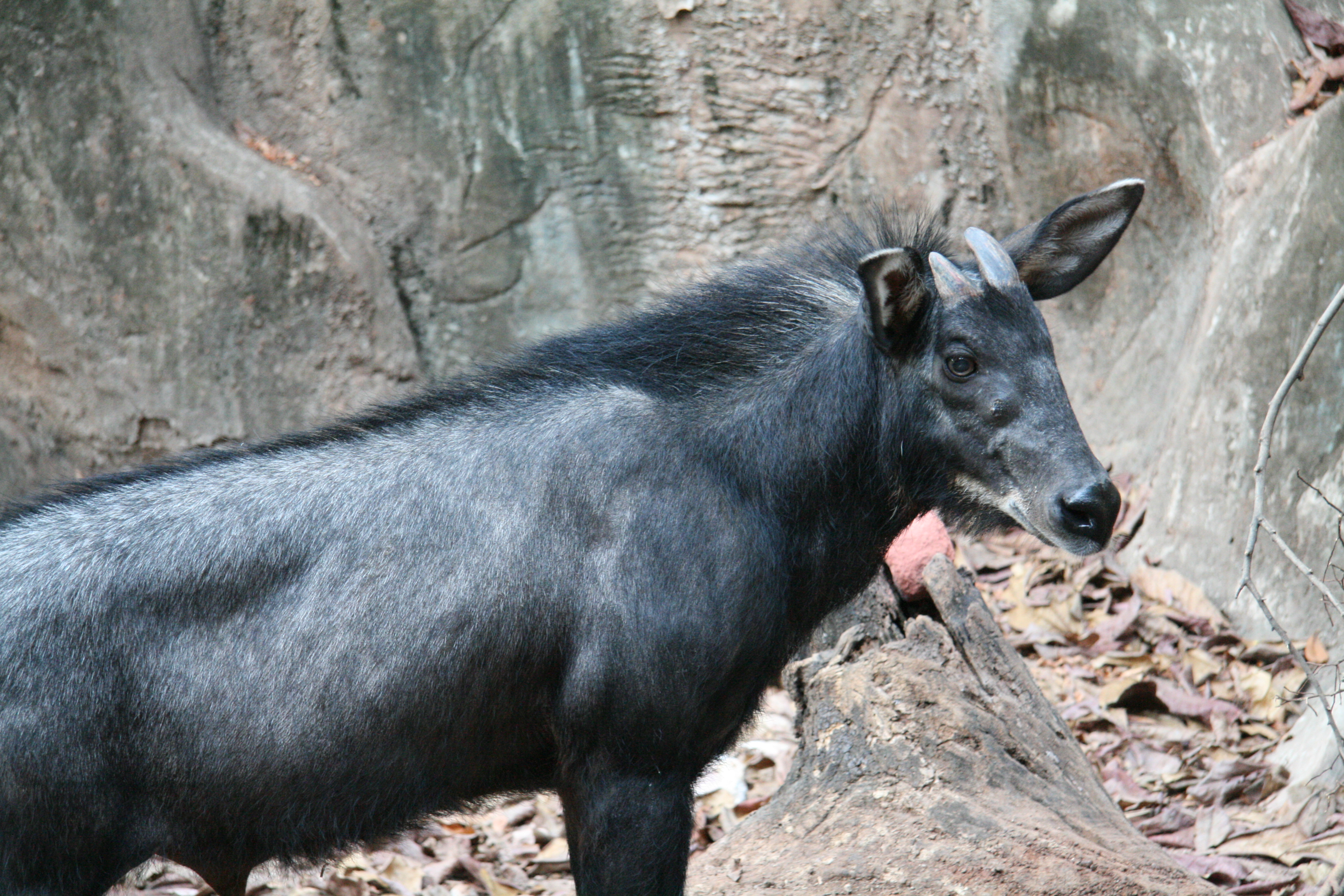
Ein Serau

Der Nationalpark Op Luang (Thai อุทยานแห่งชาติออบหลวง) ist ein Nationalpark in der Provinz Chiang Mai in Nord-Thailand.

## Geschichte
Zwischen 1966 und 1991 war der heutige Nationalpark ein Waldschutzgebiet.
Der Nationalpark Op Luang wurde 1991 als 68. Nationalpark in Thailand eröffnet. 

## Lage
Der Nationalpark Op Luang liegt in den Amphoe Chom Thong, Mae Chaem und Hot entlang des Flusses Mae Chaem und erstreckt sich über 553 km². 
Anschrift der Parkverwaltung: Tambon Hang Dong, Amphoe Hot, Chiang Mai, Thailand 50240.

## Topographie
Das Gebiet des Nationalparks Op Luang ist gekennzeichnet durch ein schmales, tiefes Tal, das durch den Fluss Mae Chaem gebildet wurde. Die Felsen sind starker Erosion ausgesetzt und bilden deshalb bizarre Formationen. An die nord-südlich ausgerichtete Bergkette grenzt auch der höchste Berg des Landes, der Doi Inthanon.

## Sehenswürdigkeiten
Die interessanten Örtlichkeiten im Nationalpark Op Luang umfassen zahlreiche Wasserfälle, Höhlen, heiße Quellen und historische Stätten:
- die Schlucht Op Luang – etwa 300 Meter lange und an der schmalsten Stelle nur 2 Meter breite Felsformation, die Felsen ragen mehr als 30 Meter in die Höhe
- Doi Pha Chang – eine Erhebung, die an einen liegenden Elefanten erinnert, von hier aus ist der Wasserfall Mae Bua Kham gut zu sehen; in der Pha-Chang-Höhle finden sich Felszeichnungen von Elefanten in verschiedenen Farben
- Wasserfall Mae Bua Kham – etwa 2 Kilometer südlich von Op Luang
- Wasserfall Mae Chon – rund 80 Meter breit am Fluss Mae Chon, mit Granitfelsen
- Wasserfall Mae Tia – mehr als 75 Meter tief fällt das Wasser ganzjährig
- Tupu-Höhle – mit einem schmalen Eingang, insgesamt fasst sie etwa 30 Personen, Stalagmiten und Stalaktiten formen sich, ein kreisförmiges Loch an der Decke spendet etwas Licht
- Thep Phanom – Heiße Quelle mit mineralreichem Wasser

## Klima
Das Klima des Nationalparks Op Luang ist tropisch-monsunal und weist drei ausgeprägte Jahreszeiten auf: die trockene Jahreszeit zwischen November und März, die warme Jahreszeit zwischen März und Mai sowie die Regenzeit zwischen Mai und Oktober.